# Ericht (rivière de Perth and Kinross)
Ne doit pas être confondu avec l'Ericht se jetant dans le Loch Rannoch.
 (juin 2017).
Si vous disposez d'ouvrages ou d'articles de référence ou si vous connaissez des sites web de qualité traitant du thème abordé ici, merci de compléter l'article en donnant les références utiles à sa vérifiabilité et en les liant à la section « Notes et références ».
La rivière Ericht est une rivière dans le Perthshire, en Écosse, formée à partir du confluent des rivières Blackwater et Ardle.

## Géographie
Elle s'écoule vers le sud sur environ 16 kilomètres avant de se jeter dans la rivière Isla, et finalement le fleuve Tay. La rivière traverse l'impressionnante gorge de Craighall avant le bourg de Blairgowrie and Rattray.
Le flot rapide de la rivière était autrefois utilisé pour actionner plusieurs moulins textiles. La pêche du saumon et de la truite est possible sur certains tronçons, avec une licence appropriée.